# Fort Myers Beach
Fort Myers Beach è un comune degli Stati Uniti d'America, situato nello Stato della Florida, nella contea di Lee.